# Mosambikanische Basketballnationalmannschaft der Damen
Die mosambikanische Basketballnationalmannschaft der Damen ist die Auswahl mosambikanischer Basketballspielerinnen, welche die Federação Moçambicana de Basquetebol auf internationaler Ebene, beispielsweise in Freundschaftsspielen gegen die Auswahlmannschaften anderer nationaler Verbände, aber auch bei internationalen Wettbewerben repräsentiert. Größte Erfolge waren die zweiten Plätze bei den im eigenen Land ausgetragenen Afrikameisterschaften 1986, 2003 und 2013 sowie die Teilnahme an der Weltmeisterschaft 2014. 1978 trat der nationale Verband dem Weltverband Fédération Internationale de Basketball (FIBA) bei. Im Juni 2014 wurde die Mannschaft auf dem 38. Platz in der Weltrangliste der Frauen geführt.

## Internationale Wettbewerbe

### Mosambik bei Weltmeisterschaften
Die Mannschaft konnte sich durch den zweiten Rang bei der Afrikameisterschaft 2013 für die Weltmeisterschaft 2014 qualifizieren. Dies war die erste Teilnahme bei einer WM.
| - 2014: 15. Platz |

### Mosambik bei Olympischen Spielen
Bisher gelang es der Mannschaft nicht sich für die olympischen Basketballwettbewerbe zu qualifizieren.

### Mosambik bei Afrikameisterschaften
Die Mannschaft kann bisher 13 Teilnahmen an der Afrikameisterschaft vorweisen. Dabei gewann das Nationalteam je dreimal die Silber- und die Bronzemedaille.
| - 1966: nicht qualifiziert - 1968: nicht qualifiziert - 1970: nicht qualifiziert - 1974: nicht qualifiziert - 1977: nicht qualifiziert - 1979: nicht qualifiziert - 1981: nicht qualifiziert - 1981: nicht qualifiziert - 1983: 4. Platz - 1984: 5. Platz - 1986: 2. Platz - 1990: 3. Platz | - 1993: 3. Platz - 1994: 4. Platz - 1997: nicht qualifiziert - 2000: 6. Platz - 2003: 2. Platz - 2005: 3. Platz - 2007: 4. Platz - 2009: 6. Platz - 2011: 5. Platz - 2013: 2. Platz |

### Mosambik bei den Afrikaspielen
Die Damen-Basketballnationalmannschaft Mosambiks gewann bei den Wettbewerben der Afrikaspiele im Jahr 1991 die Goldmedaille, 1995 Silber. Außerdem wurde das Nationalteam bei den Wettbewerben 1987, 2007 und 2011 Vierter, 1999 belegte die Mannschaft den fünften Rang.

## Kader
| Spieler | Spieler                 | Spieler           | Spieler | Spieler | Spieler  | Spieler                |
| Nr.     | Name                    | Geburt            | Größe   | Info    | Einsätze | Verein                 |
| ------- | ----------------------- | ----------------- | ------- | ------- | -------- | ---------------------- |
|         |                         | Guards (PG, SG)   |         |         |          |                        |
| 4       | Valerdina Manhonga      | 26.12.1980        | 165     |         |          | Desportivo Maputo      |
| 5       | Deolinda Ngulela        | 18.04.1981        | 170     |         |          | Desportivo Maputo      |
| 7       | Anabela Cossa           | 07.04.1986        | 172     |         |          | Desportivo Maputo      |
| 10      | Filomena Micato         | 26.01.1986        | 168     |         |          | Desportivo Maputo      |
|         |                         | Forwards (SF, PF) |         |         |          |                        |
| 6       | Ana Flavia de Azinheira | 08.02.1977        | 184     |         |          | Apolitecnica de Maputo |
| 9       | Catia Halar             | 28.11.1982        | 173     |         |          | Desportivo Maputo      |
| 12      | Rute Muianga            | 06.04.1983        | 177     |         |          | Ferroviário Maputo     |
| 13      | Regina Mahoche          | 24.04.1985        | 182     |         |          | Ferroviario Maputo     |
| 14      | Odélia Mafanela         | 14.04.1989        | 182     |         |          | Desportivo Maputo      |
|         |                         | Center (C)        |         |         |          |                        |
| 8       | Ilda Chambe             | 19.04.1987        | 183     |         |          | Apolitecnica de Maputo |
| 11      | Leia Dongue             | 24.05.1991        | 184     |         |          | CD Primeiro de Agosto  |
| 15      | Deolinda Gimo           | 15.08.1987        | 200     |         |          | Ferroviário Maputo     |

| Trainer  | Trainer           | Trainer          |
| Nat.     | Name              | Position         |
| -------- | ----------------- | ---------------- |
| Mosambik | Nasir Salé        | Cheftrainer      |
| Mosambik | Dilar Dessai      | Trainerassistent |
| Mosambik | Bernardo Matsimbe | Trainerassistent |

| Legende               | Legende            |
| Abk.                  | Bedeutung          |
| --------------------- | ------------------ |
| (C)                   | Mannschaftskapitän |
| Quellen               |                    |
| Ligahomepage          |                    |
| Stand: September 2014 |                    |

| Legende               | Legende            |
| Abk.                  | Bedeutung          |
| --------------------- | ------------------ |
| (C)                   | Mannschaftskapitän |
| Quellen               |                    |
| Ligahomepage          |                    |
| Stand: September 2014 |                    |